# مسكوف

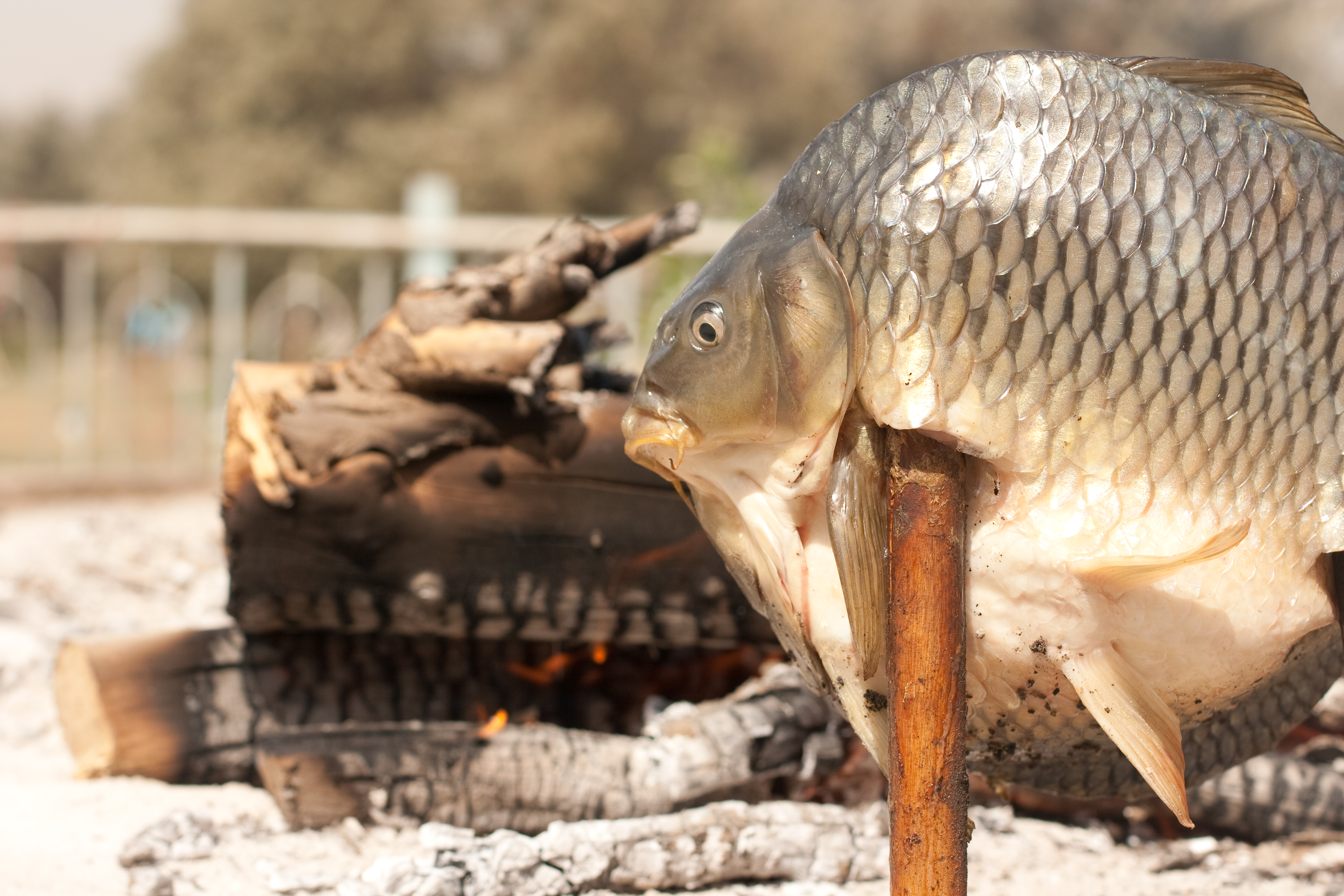

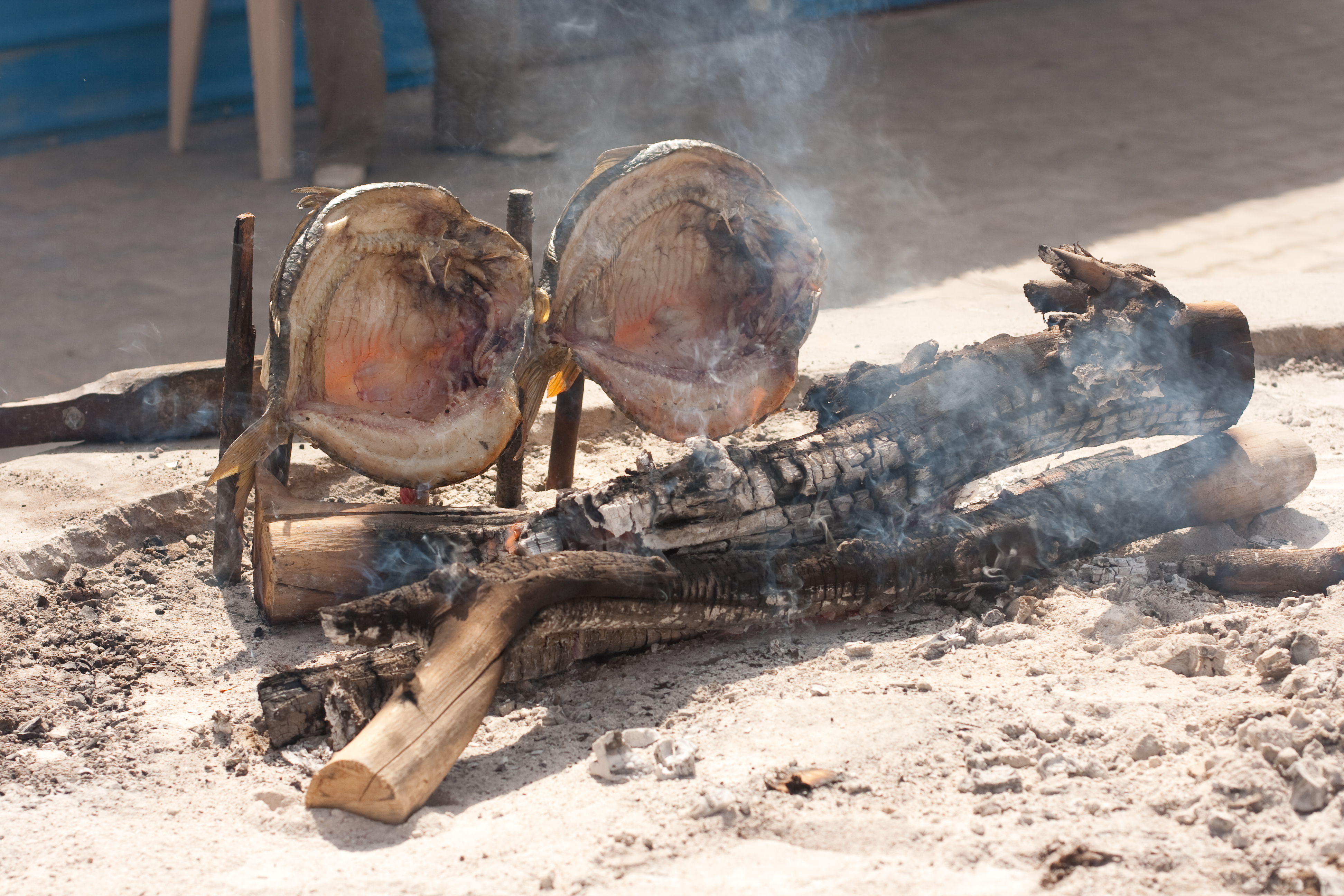
سمك المسكوف عند شوائه على الحطب

المسكوف (باللهجة العراقية:سمچ مسگوف)هو الطبق الرئيسي والوطني العراقي وهو السمك المشوي على الطريقة العراقية، حيث يجلب السمك الحي أو المصطاد حديثا ويشق من جهة الظهر على طول السمكة لغاية رأسها فتفتح ثم تخرج أحشاء السمكة وينظف داخلها بالماء ويرش عليه شيء من الملح، ويشق في جلد السمكة فتحتان أو ثلاثة لمكان تعليق الأوتاد.
أنواع السمك المستخدمة للمسكوف هي من السمك النهري وغالباً نوع سمك الشبوط أو البني.
للشوي، توقد نار من خشب الـصفصاف على شكل دائري وتوضع أوتاد من الخشب الرفيع أو الحديد بارتفاع يعادل عرض السمكة على المحيط الخارجي للنار يعلق السمك المطلوب شيه على الأوتار ليشوى على النار وهي بعيدة عنه، أي بطريقة الإشعاع، يقوم المسؤول عن الشي بالسيطرة على النار وقوتها ويقوم بتقريبها أو أبعادها عن حلقة السمك، وبعد نضوج بطن السمك يرفع السمك من الأوتاد ويوضع ظهر السمكة على قليل من جمر الخشب لشي جلد السمكة الخارجي.
يقدم السمك المشوي مع أنواع السلطات المختلفة والعنبة العراقية الحارة والطرشي (المخلل) والبصل الأخضر الطازج وخبز التنور الحار. يؤكل المسكوف باليد بدون شوكة وسكين، ويستحسن ختام الطبق بكأس شاي.

## المعلومات الغذائية
هناك وصفة لسمك المسكوف تحتوي على السمك، الثوم، الخل، الكاري، زيت الزيتون والملح. أما الصلصة فتحضّر من البصل، الطماطم، البقدونس، الثوم، الزيت النباتي ومعجون الطماطم. تحتوي الوجبة (400غ تقريباً) على المعلومات الغذائية التالية:
- السعرات الحرارية: 598
- الدهون: 35
- الدهون المشبعة: 7
- الكوليسترول: 176
- الكاربوهيدرات: 7
- البروتينات: 60